# Улица Героев (Зеленогорск)
У́лица Геро́ев — улица в городе Зеленогорске Курортного района Санкт-Петербурга. Проходит от проспекта Ленина до переулка Героев.
Первоначально называлась Savonkatu. Этот топоним появился в 1920-х годах. Улица получила название по провинции Саво, что на юго-востоке Финляндии.
Улицей Героев она стала после войны[когда?]

 в честь героев Великой Отечественной войны. Тогда же получил название переулок Героев (до этого — Lintukatu), в который упирается улица Героев.
На участке между проспектом Ленина и Деповской улицей улица Героев пересекает реку Жемчужную, которая протекает по водопропускной трубе.

## Перекрёстки
- Проспект Ленина
- Деповская улица
- Моховая улица
- Путейская улица
- 2-й Лесной переулок
- Загородная улица
- Лесная улица
- Межевая улица
- Квартальный переулок
- Переулок Героев